# Laconnex
Laconnex je obec na jihozápadě Švýcarska, v kantonu Ženeva. Žije zde 699 obyvatel.

## Geografie
Laconnex se nachází jižně od toku řeky Rhôny, asi 10 km jihozápadně od centra Ženevy, v jižní části kantonu Ženeva poblíž hranice s Francií. Obec Laconnex se skládá z místních částí Les Allues, La Grenouillère a Laconnex-village.
Laconnex sousedí s obcemi Cartigny, Bernex, Soral a Avusy.

## Historie

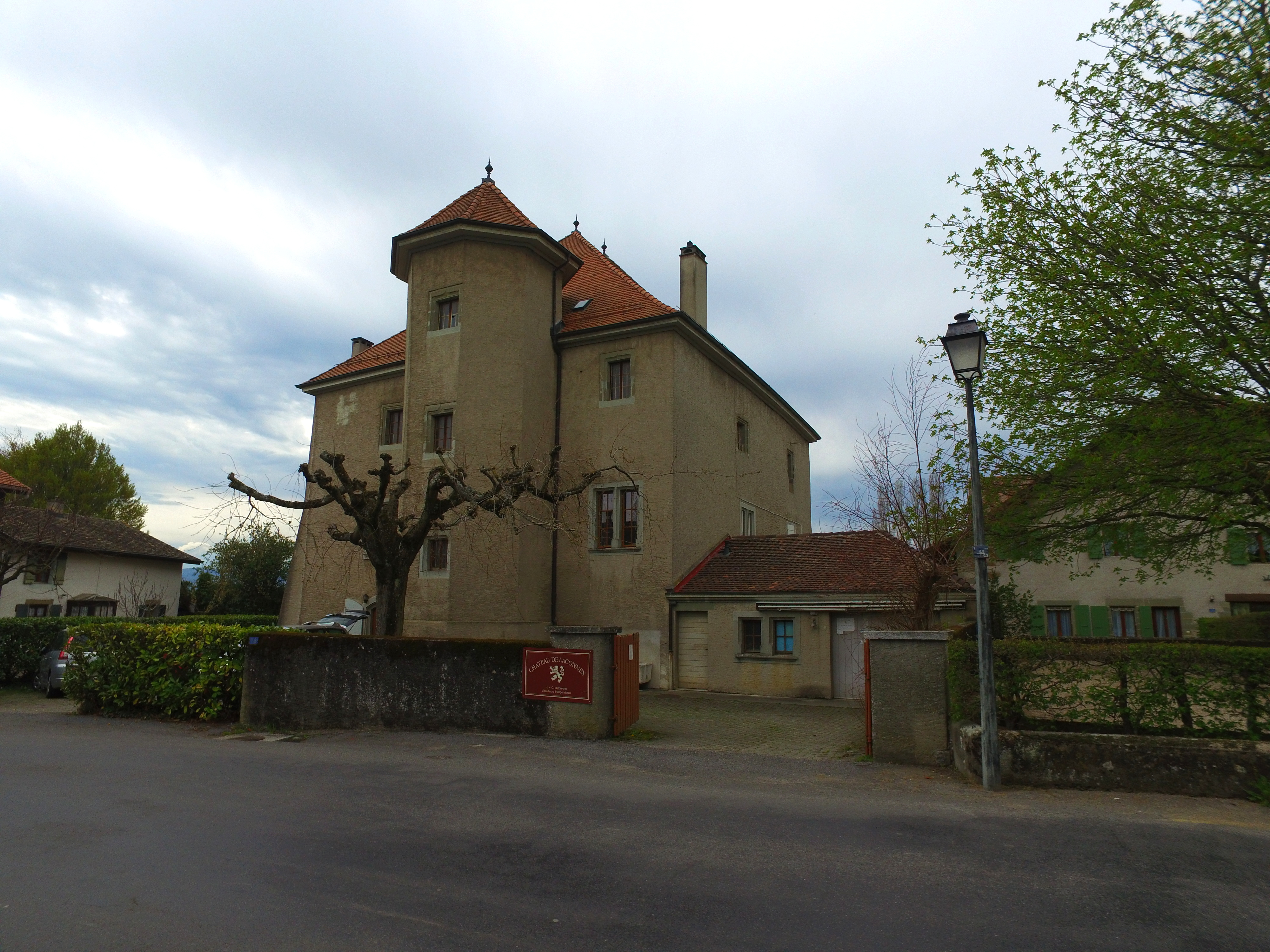
Opevněný zámeček v Laconnex

Obec je osídlena nepřetržitě od římských dob. První zmínka o obci pochází z roku 1225 jako Laconay.
V roce 1225 postoupil hrabě Vilém Ženevský všechna svá práva na obec převorství Saint-Victor v Ženevě. V roce 1519 nechal savojský vévoda, který si chtěl udržet kontrolu nad převorem, uvěznit převora Françoise Bonivarda a nahradil ho Jeanem de Brisset de Lacconay, jedním ze svých přívrženců a pánem z Laconnex. Ve vesnici tehdy stál farní kostel Notre-Dame; do současnosti se dochoval opevněný dům z 15. století, který v 17. století vlastnila rodina de la Grave. V roce 1536 se obec připojila k reformaci a o farní kostel se staral farář z Chancy. Odchodem Basilejských v roce 1544 byly příjmy obce přiděleny Ženevě. Lausannskou smlouvou z roku 1564 byla obec podřízena dvojí svrchovanosti Ženevy a Savojska. Podle Turínské smlouvy z roku 1754 přešla pod Sardinské království a stala se opět katolickou. Turínská smlouva z roku 1816 definitivně přiřkla Laconnex kantonu Ženeva, čímž byla obec sloučena s Avusy a Soralem v jednu obec. V roce 1850 se Laconnex stal samostatnou obcí.

## Obyvatelstvo
| Rok            | 1860 | 1900 | 1950 | 1970 | 2000 | 2010 | 2012 | 2014 | 2015 | 2016 | 2017 |
| Počet obyvatel | 241  | 247  | 218  | 236  | 540  | 604  | 605  | 627  | 661  | 654  | 655  |

Většina obyvatel (k roku 2000) hovoří francouzsky (465, tj. 86,1 %), druhá nejčastější je němčina (26, tj. 4,8 %) a třetí angličtina (16, tj. 3,0 %).

## Doprava
Laconnex je napojen na síť veřejné dopravy pouze autobusovými linkami. Železnice územím obce neprochází, nejbližší železniční stanice se nachází v La Plaine, nebo ve francouzském Saint-Julien-en-Genevois.